# Rue Jean-Beausire
Rue Jean-Beausire je ulice v Paříži v historické čtvrti Marais. Nachází se ve 4. obvodu. Byla pojmenována na počest francouzského architekta Jeana Beausira (1651–1743).

## Poloha
Ulice začíná u křižovatky s Rue de la Bastille a vede na Boulevard Beaumarchais, kam se stočí na západ. Severně ulice pokračuje jako Impasse Jean-Beausire. U domu č. 11 rovněž odbočuje Passage Jean-Beausire.

## Historie
Ulice existovala už ve 14. století. Nazývala se Rue d'Espagne (Španělská), poté Rue Jean-Boissier. Pod tímto názvem se poprvé vyskytuje v roce 1532 u tiskaře Gillese Corrozeta a jméno jí v upravené podobě už zůstalo. Pouze krátce v 17. století se nazývala Rue du Rempart (Hradební) z důvodu blízkosti městských hradeb Karla V.
Královským nařízením z 16. listopadu 1836 byla šířka ulice stanovena na 10 m.